# Ming Meridionali
I Ming Meridionali (南明S, Nán MíngP) furono un movimento lealista, attivo nella Cina meridionale, successivo alla caduta della dinastia Ming di Pechino nel 1644, quando i ribelli contadini conquistarono Pechino. I generali Ming, in seguito, aprirono le porte della Grande Muraglia ai Qing, sperando di sconfiggere i ribelli insieme al nuovo alleato. I lealisti fuggirono a Nanchino, dove venne proclamato imperatore Zhu Yousong, il principe di Fu. Il regime di Nanchino durò fino al 1645, quando i Qing presero Nanchino. Successivamente, altri principi Ming imposero la loro sovranità in diverse città cinesi meridionali. L'area complessiva sotto il controllo dei Ming Meridionali era di 6,5 milioni di kmq anche se solo per breve tempo.
Il regime di Nanchino mancava di risorse per pagare e mantenere i suoi soldati, cui era permesso compiere scorribande nelle campagne. Il comportamento dei soldati era così famigerato che le città che ne erano in grado non li accettavano nel proprio territorio. Il funzionario di corte Shi Kefa acquisì cannoni moderni e organizzò la resistenza contro i Qing a Yangzhou. I cannoni causarono grosse perdite tra le file manciù, ma ciò accese solo la rabbia dei superstiti. Dopo la caduta della città nel maggio del 1645, i Qing uccisero 800.000 abitanti della città durante i cosiddetti dieci giorni di Yangzhou. Nanchino s'arrese immediatamente e senza resistenza il 6 giugno. Il principe di Fu fu portato a Pechino e venne giustiziato nel 1646.
Agli avvenimenti di Yangzhou e di Nanchino i letterati delle province meridionali risposero con un'esternazione di emozioni. Alcuni di loro formarono proprie milizie e si misero a capo della resistenza. Shi venne esaltato e ci fu un'onda di sacrificio senza speranza da parte dei lealisti che volevano eliminare la vergogna di Nanchino. Dalla fine del 1646, l'eroismo s'esaurì e riprese l'avanzata Qing. Altri principi Ming instaurarono la loro sovranità a Fuzhou (1645–1646), a Canton (1646–1647) e ad Anlong (1652–1659). Il principe di Ningjing mantenne un palazzo nel regno di Tungning (oggi Tainan, Taiwan) fino al 1683.
La caduta dei Ming di Pechino e il seguente regime di Nanchino vennero rappresentati ne Il ventaglio dai fiori di pesco, un classico della letteratura cinese. Lo sconvolgimento di questo periodo, a volte indicato come cataclisma Ming-Qing, è stato associato a un calo della temperatura globale; con l'agricoltura devastata da numerose siccità, era disponibile la manodopera per gli eserciti dei ribelli.

## Contesto
La caduta dei Ming e la conquista dei Qing che ne seguì fu un periodo bellico catastrofico e di declino della popolazione cinese, comparabile alla guerra dei trent'anni europea (1618-1648). La Cina visse un periodo caratterizzato da un clima estremamente freddo che va dagli anni 1620 a quelli 1710. Alcuni studiosi moderni collegano il calo della temperatura globale di tale periodo al minimo di Maunder, che durò dal 1645 al 1715, quando le macchie solari erano pressoché assenti. Qualunque fosse la causa, il cambiamento climatico ridusse i raccolti, le entrate statali e causò siccità, facendo dislocare numerosi contadini. Durante gli ultimi Ming, avvennero numerose rivolte contadine, che culminarono con quella capeggiata da Li Zicheng che detronizzò la dinastia nel 1644.
L'ideologia Ming enfatizzava l'amministrazione autoritaria e centralizzata, indicata come "supremazia imperiale" o huángjí. Tuttavia, la completa presa di decisioni centrale era al di là della tecnologia del tempo. Il principio d'uniformità ha fatto sì che il minimo comune denominatore venisse spesso scelto come lo standard. La necessità d'implementare dei cambiamenti su scala imperiale complicò ogni tentativo di riforma del sistema, lasciando gli amministratori incapaci di reagire ai tali sconvolgimenti.
I funzionari statali erano selezionati da un complicato sistema di esami che verteva sulla conoscenza della letteratura classica. Laddove essi potevano essere adatti alla menzione di modelli di riferimento risalenti alla dinastia Zhou sul comportamento giusto o sbagliato, raramente erano esperti di temi economici, sociali o militari contemporanei. A differenza delle precedenti dinastie, i Ming non avevano un primo ministro. Di conseguenza, quando un sovrano giovane si ritirava all'interno della corte per godere della compagnia delle sue concubine, il potere veniva delegato agli eunuchi, che erano gli unici ad avere accesso alla corte imperiale. Nondimeno i funzionari, cui era incaricato l'ordine d'eseguire i decreti imperiali, diffidavano di loro. I funzionari istruiti all'Accademia Donglin era noti infatti per le loro accuse di mancanza di rettitudine contro, fra gli altri, gli eunuchi.
Nel 24 aprile del 1644, i soldati di Li violarono le mura di Pechino. L'imperatore Chongzhen, per evitare la loro umiliazione, si suicidò. Poco dopo, la rimanente famiglia imperiale Ming e alcuni ministri di corte tentarono di rifuguarsi nella Cina meridionale e si riorganizzarono intorno a Nanchino, la capitale ausiliare dei Ming, a sud del Fiume Azzurro. Emersero quattro differenti potentati:
- la dinastia Shun, capeggiata da Li Zicheng, che controllava i territori a nord del fiume Huai;
- il Grande regime occidentale di Zhang Xianzhong, che aveva il controllo del Sichuan;
- la dinastia mancese dei Qing, che deteneva il controllo dell'area a nord-est del passo di Shanhai e su diverse tribù mongole
- i residui della dinastia Ming che riuscivano a sopravvivere a sud del fiume Huai

### I lealisti Ming musulmani nel nord-ovest
Nel 1646, dei lealisti Ming musulmani del Gansu, capeggiati dai leader musulmani Milayin e Ding Guodong condussero una rivolta contro i Qing durante la ribellione Milayin, al fine di respingere gli invasori mancesi e restaurare il principe Ming di Yanchang Zhu Shichuan sul trono come imperatore. I lealisti Ming musulmani erano coadiuvati dal sultano di Hami Sa'ida Baba e da suo figlio, il principe Turumtay. I lealisti Ming musulmani s'unirono ai tibetani e ai cinesi Han nella rivolta.. Dopo il violento combattimento e le negoziazioni, un accordo di pace venne concordato nel 1649, e Milayin e Ding nominalmente promisero fedeltà ai Qing e vennero assegnati loro ranghi nelle forze militari Qing. Quando i lealisti Ming della Cina meridionale rinacquero, costringendo i Qing a discolare le loro forze dal Gansu per affrontarli, Milayin e Ding ripresero nuovamente le armi e si ribellarono ai Qing. I lealisti Ming musulmani, forti di 100.000 uomini, furono sconfitti dai manciù, e Milayin, Ding Guodong e Turumtay morirono in battaglia.
Il letterato musulmano confuciano d'etnia Hui Ma Zhu (1640–1710) servì i Ming Meridionali combattendo i Qing. Zhu Yu'ai, il principe Gui dei Ming, venne accompagnato da rifugiati Hui nella sua fuga da Huguang verso il confine birmano nello Yunnan, allo scopo di simboleggiare la loro ostilità verso i Qing e la lealtà nei confronti dei Ming; inoltre essi cambiarono il loro cognome in "Ming".
A Canton, il monumento nazionale conosciuto come "Il trio lealista musulmano" costituisce le tombe dei lealisti Ming musulmani che si sacrificarono mentre combattevano i Qing, i quali stavano assediando la città. I lealisti Ming musulmani venivano chiamati "Jiaomen sanzhong", ovvero "I Tre difensori della fedeltà".

## La corte di Nanchino (1644-1645)
Quando giunse a Nanchino, nel maggio del 1644, la notizia della morte dell'imperatore Chongzhen, la sorte dell'erede era ancora ignota. Tuttavia i funzionari di corte concordarono subito che una figura imperiale sarebbe stata necessaria per ottenere il sostegno lealista. Ai primi di giugno, venne creato un governo provvisorio, retto dal principe di Fu. Nel momento in cui egli raggiunse i dintorni di Nanchino, il principe poteva già contare sul supporto di Ma Shiying e di Shi Kefa. Entrò in città il 5 giugno e accettò il titolo di "protettore dello stato" il giorno seguente. Spronato da alcuni funzionari di corte, il principe di Fu iniziò immediatamente a considerarsi ascendente al trono. Data la reputazione problematica del principe in termini di moralità confuciana, alcuni membri della fazione Donglin proposero il principe di Lu come un'alternativa. Altri funzionari notarono che il principe di Fu, essendo il prossimo nella linea di sangue, fosse chiaramente una scelta più sicura. In ogni caso, la cosiddetta fazione della "rettitudine" preferiva non scontrarsi con Ma, che arrivò a Nanchino con un'imponente flotta il 17 giugno. Il principe di Fu venne incoronato il 19 giugno come imperatore Hongguang. Si decise che l'anno lunare seguente sarebbe stato il primo anno del regno di Hongguang. 
La corte di Hongguang dichiarò che il suo scopo fosse "allearsi coi tartari per pacificare i banditi", in modo tale da cooperare colle forze militari Qing al fine di annientare le milizie dei contadini ribelli guidate da Li Zicheng e Zhang Xianzhong.
Poiché Ma era il principale sostenitore dell'imperatore, iniziò a monopolizzare l'amministrazione di corte, rafforzando così le funzioni degli eunuchi ancora rimasti. Da ciò risultarono una corruzione dilagante e operazioni commerciali illegali. Inoltre, Ma era impegnato in un accesso conflitto politico con Shi, che faceva parte del movimento Donglin.
Nel 1645, Zuo Liangyu, un ex signore della guerra e governatore di Wuchang per conto del regime di Hongguang, inviò le sue truppe verso Nanchino coll'obbiettivo di "liberare la corte dai funzionari corrotti". Vedendo che questa minaccia puntava verso di lui, Ma disse: "Io e l'imperatore vorremmo morire per mano dei Grandi Qing, non per mano di Zuo Liangyu". Ormai, l'esercito Qing aveva iniziato a dirigersi verso sud: occupò Xuzhou e si stava preparando ad attraversare il fiume Huai. Ma, ciò nonostante, ordinò a Shi di dirigere le sue truppe (le quali erano posizionate in modo da contrastare l'incombente attacco Qing) contro Zuo Liangyu.
La dislocazione delle truppe facilitò la cattura di Yangzhou da parte dei Qing. Da ciò scaturì il massacro di Yangzhou, la morte di Shi nel maggio del 1645 e la successiva caduta del regime di Nanchino. Dopo che le forze armate Qing attraversarono il 1º giugno il Fiume Azzurro, presso Zhenjiang, l'imperatore fuggì da Nanchino. Le truppe Qing, comandate dal principe manciù Dodo puntarono immediatamente su Nanchino, che cadde senza alcuna battaglia l'8 giugno del 1645. Un distaccamento Qing catturò, il 15 giugno, l'imperatore, che venne portato indietro a Nanchino il 18 dello stesso mese. Successivamente venne trasferito a Pechino, dove morì l'anno seguente.
La storia ufficiale, scritta sotto i Qing nel XVIII secolo, incolpa Ma della caduta della corte di Nanchino, per via della sua poca lungimiranza, per la sua brama di potere, di denaro e di vendetta privata.

## La corte di Fuzhou (1645–1646)

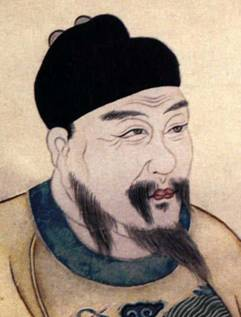
Un ritratto del principe di Tang, che regnò come imperatore Longwu dall'agosto del 1645 all'ottobre del 1646

Nel 1646, Zhu Yujian, un discendente di nona generazione di Zhu Yuanzhang, venne sottoposto agli arresti domiciliari dall'imperatore Chongzhen; successivamente, l'imperatore Hongguang lo perdonò e lo riabilitò. Quando cadde Nanchino, Yujian stava percorrendo il tragitto verso il suo nuovo territorio feudale nel Guangxi. Allorché cadde Hangzhou il 6 luglio, si ritirò al fiume Qiantang e si diresse verso il Fujian, passando prima per il Jiangxi nord-orientale e per le aree montuose del Fujian settentrionale. Protetto dal generale Zheng Hongkui, il 10 luglio manifestò la sua intenzione di divenire reggente della dinastia Ming, titolo che ricevette formalmente il 29 luglio, pochi giorni dopo il suo arrivo a Fuzhou. S'intronizzò come imperatore Longwu il 18 agosto del 1645. Molti funzionari di Nanchino s'arresero ai Qing, ma alcuni seguirono il principe di Tang, Zhu Yujian, nel suo tragitto verso Fuzhou.
A Fuzhou, il principe di Tang era protetto da Zheng Zhilong, un commerciante marittimo con capacità organizzative eccezionali, che si arrese ai Ming nel 1628 e fu nominato conte dall'imperatore Hongguang. Il pretendente, non avendo figli, adottò il primogenito di Zheng Zhilong, gli assegnò il cognome imperiale e un nuovo nome personale: Chenggong. Il nome "Coxinga" deriva dal suo titolo "colui che porta il cognome imperiale" (guóxìngyé).
Nell'ottobre del 1645 l'imperatore Longwu ricevette la notizia che un altro pretendente Ming, il principe di Lǔ Zhu Yihai, si nominò reggente nel Zhejiang, e che quindi esso rappresentasse un altro centro di resistenza lealista; tuttavia i due regimi non riuscirono a cooperare, rendendo così le loro possibilità di successo ancora più basse di quanto già non fossero.
Nel febbraio 1646, le forze armate Qing conquistarono le terre ad ovest del fiume Qiantang, precedentemente sotto il controllo del regime del principe di Lu, e sconfissero delle forze mal organizzate dell'imperatore Longwu nel nord-est del Jiangxi. Nel maggio dello stesso anno i Qing assediarono Ganzhou, l'ultimo bastione Ming nel Jiangxi. A luglio, una nuova Campagna meridionale capitanata dal principe manciù Bolo creò il caos nel regime del Zhejiang e proseguì ad attaccare il regime di Longwu nel Fujian. Zheng Zhilong, il principale difensore militare di Longwu, fuggì verso la costa. Col pretesto di mitigare l'assedio di Ganzhou, nel tardo settembre del 1646 la corte di Longwu lasciò la sua base nel Fujian nord-orientale, ma vennero raggiunti dalle armate Qing. Longwu e la sua consorte vennero giustiziati a Tingzhou (Fujian occidentale) il 6 ottobre. Dopo la caduta di Fuzhou nel 17 ottobre, Zheng Zhilong s'arrese ai Qing e suo figlio Coxinga riparò a Taiwan insieme alla sua flotta.

## La corte di Canton (1646–1647)

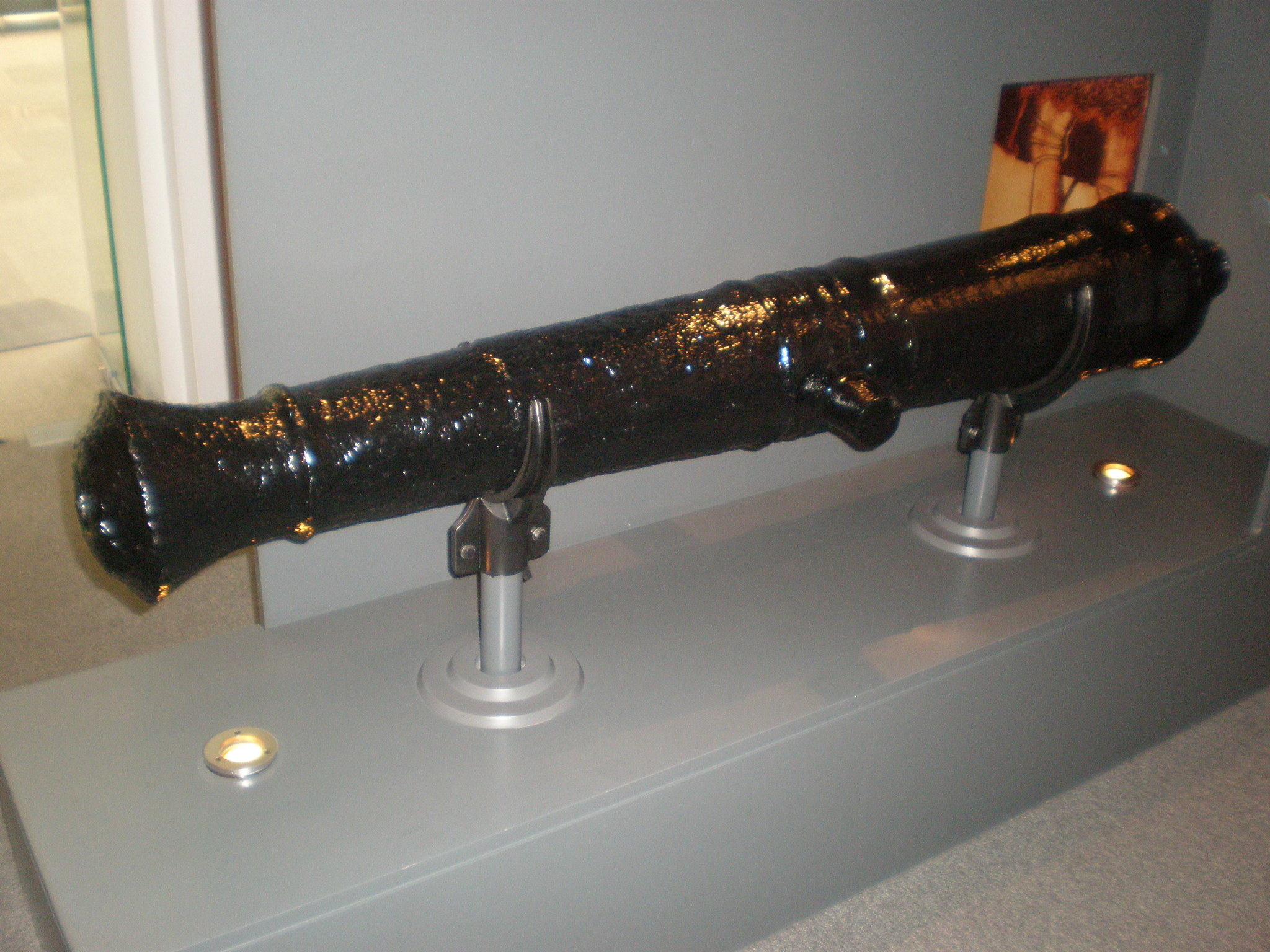
Un cannone risalente al 1650, quando i resti dei Ming Meridionali avevano sede nel Guangdong (Del Hong Kong Museum of Coastal Defence)

Il fratello minore dell'imperatore Longwu, Zhu Yuyue, fuggì da Fuzhou via mare e fondò poco dopo un altro regime Ming a Canton, capoluogo della provincia del Guangdong, prendendo il nome di regno di Shaowu (紹武) l'11 dicembre del 1646. A corta di abiti ufficiali, la corte dovette acquistare i vestiti da una compagnia teatrale locale.
Il 24 dicembre, il principe di Gui Zhu Youlang fondò il regime Yongli (永曆) nelle vicinanze. I due "regni" Ming si combatterono fino al 20 gennaio del 1647, quando un piccolo esercito Qing guidato dall'ex comandante dei Ming Meridionali Li Chengdong (李成東) catturò Canton, uccidendo l'imperatore Shaowu e facendo fuggire l'imperatore Yongli a Nanning, nel Guangxi.

## Il principe di Gui (1646-1662)

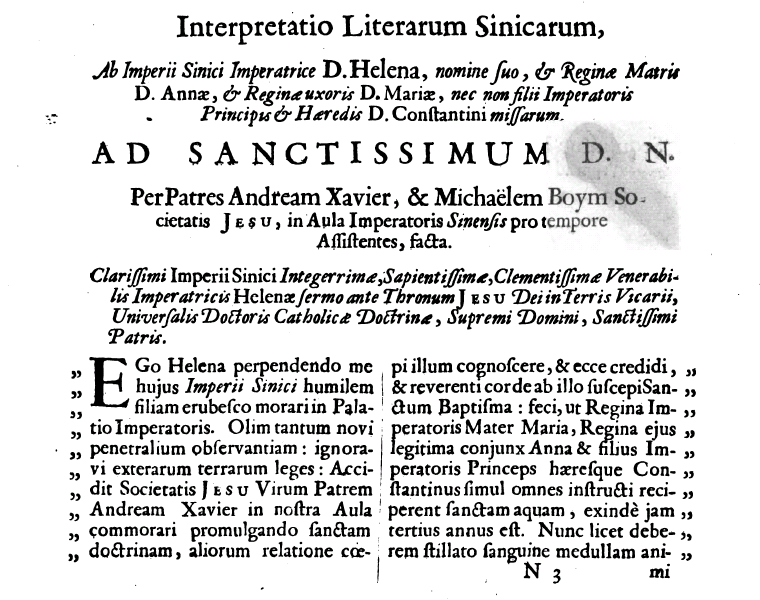
Lettera dell'imperatrice vedova Helena Wang (la "madre onoraria" dell'imperatore Yongli) destinata al papa, con una richiesta di aiuto. Novembre 1650. Traduzione latina di Michał Boym

Nel 1647 Li Chengdong soppresse la resistenza lealista del Guangdong, ma si rivoltò contro i Qing nel maggio del 1648, giacché fu nominato solo comandante della regione da lui conquistata. La ribellione, contemporanea, d'un altro ex generale Ming nel Jiangxi aiutò il regime di Yongli a riconquistare buona parte del sud della Cina, lasciando ai Qing il controllo solo di alcune enclavi nel Guangdong e nel Jiangxi meridionale. Malgrado ciò, questa rinascita delle speranze dei lealisti durò brevemente: nuovi eserciti Qing riuscirono a riconquistare, nel 1649 e nel 1650, le province centrali dello Huguang (oggi Hubei e Hunan), Jiangxi e Guangdong. L'imperatore Yongli fuggì a Nanning e da qui nel Guizhou. Il 24 novembre del 1650, le forze Qing capeggiate da Shang Kexi--uno dei "Tre feudatari" che si sarebbero ribellati ai Qing nel 1673-- conquistarono Canton dopo dieci mesi d'assedio, durante i quali massacrarono la popolazione della città, uccidendo 70.000 persone.
Benché i Qing, sotto la direzione del principe reggente Dorgon (1612–1650), spinsero i Ming Meridionali fin nell'estremo sud della Cina, il lealismo Ming non era ancora svanito. Ai primi dell'agosto del 1652, Li Dingguo, che in passato servì come generale, nel Sichuan, il contadino ribelle Zhang Xianzhong (m. 1647), ora proteggeva l'imperatore Yongli, e strappò Guilin (Guangxi) dai Qing. In un mese, molti dei comandanti che servivano i Qing nel Guangxi passarono dalla parte dei Ming. Nonostante l'occasionale successo militare trovato nello Huguang e nel Guangdong, Li non riuscì a conquistare le città più importanti.
Nel 1653, la corte Qing incaricò Hong Chengchou di riconquistare il sud-ovest. Hong, dalla sua sede a Changsha (nell'attuale provincia dello Hunan), mise insieme, pazientemente, il suo esercito; solo nel tardo 1658 le truppe Qing, ben fornite e nutrite, condussero una campagna su più fronti per impadronirsi del Guizhou e dello Yunnan.  Negli ultimi giorni del gennaio del 1659, un esercito Qing guidato dal principe manciù Doni espugnò il capoluogo dello Yunnan, costringendo l'imperatore Yongli a fuggire in Birmania, governata in quel periodo dal re Pindale Min, della dinastia di Toungoo. L'ultimo sovrano dei Ming Meridionali riparò qui fino al 1662 , quando venne catturato e fatto strangolare a Kunming da Wu Sangui, la cui resa ai Qing (1644) permise a Dorgon di iniziare la conquista della Cina.